# Колпинские налётчики
«Колпинские налётчики» — преступная группа, занимавшаяся разбойными нападениями на территории Санкт-Петербурга в 2002—2003 годах. Получила своё название от петербургского района Колпино, в котором проживало большинство её членов. В общей сложности бандиты совершили 25 доказанных разбойных нападений на людей в подъездах («парадных») Санкт-Петербурга, из-за чего их также называли «Охотниками в парадных».

## История создания
Летом 2002 года друг с другом познакомились ранее судимые Евгений Горохов и Александр Стецук, а также не имевший ранее судимости Александр Коваленко. Все они были наркоманами. Горохов некогда являлся лидером Тосненской группировки, но был осуждён за разбойное нападение. Стецук ранее торговал наркотиками, за что был осуждён, а за разбой и вымогательство получил вторую судимость. Как выяснилось позже, Стецук и Коваленко были ВИЧ-инфицированными. Следователи по их делу убеждены, что главным в банде был именно Коваленко, 1965 года рождения.
Впоследствии в банду вошли ещё шесть человек: Юрий Трунов, Василий Степанов, Александр Харламов и Виктор Ракин, а также супруги Зайцевы. Они участвовали не во всех нападениях на состоятельных петербуржцев.

## Преступления
Первое преступление бандиты совершили осенью 2002 года. Они всегда действовали по одному и тому же сценарию: жертву высматривали около элитных петербургских домов. Так было и в тот раз: возле дома на Комендантском проспекте они заметили хорошо одетого мужчину. Коваленко, Горохов и Стецук пошли следом за ним, вошли в подъезд, последовали за мужчиной в лифт, затем избили его и отобрали всё, что у него было в карманах. Бандиты избивали своих жертв всегда жестоко, после нападений жертвы зачастую попадали в реанимацию. Добычей от первого нападения стали два дорогих мобильных телефона, швейцарский нож, часы, калькулятор, золотая цепочка, карманный компьютер, а также 40 тысяч рублей и 900 долларов. Добычу преступники продали и быстро прогуляли. Львиную долю своих доходов Коваленко, Горохов и Стецук тратили на героин.
С тех пор бандиты практически ежедневно совершали грабежи по одному и тому же сценарию в разных районах города. Во время одного из таких нападений они встретились лицом к лицу с конкурентами — шестью вышеупомянутыми лицами во главе с Юрием Труновым. Как выяснилось, они действовали таким же образом. Вскоре все шестеро вошли в банду «Колпинских налётчиков».
...Им было всё равно, на кого нападать, потому что тех, кого они лишали жизни и здоровья, они не знали…
В городе началась паника, петербуржцы стали бояться заходить в подъезд вместе с незнакомыми людьми. Для продолжения своей деятельности бандиты привлекли Зайцеву, которая отвлекала внимание намеченных жертв. Бандиты неоднократно разделялись на группы, совершая нападения в одно и то же время в разных районах города, постоянно тасовали состав и «на дело» выходили по желанию.
Наиболее громкими из нападений банды стали избиение и ограбление известного кинорежиссёра Владимира Бортко, директора футбольного клуба «Зенит» Александра Поварёнкина, начальника отдела контрразведки Управления ФСБ по Санкт-Петербургу и Ленинградской области Дмитрия Леонова-Никитина. Колпинских налётчиков не остановило даже убийство — их жертвой стал генеральный директор управляющей компании «Промстройбанк» Леонид Давыденко, которого бандиты забили до смерти. Впоследствии выяснилось, что бандиты хотели также напасть на известного актёра и телеведущего Дмитрия Нагиева, но нападение сорвалось.

## Арест, следствие и суд
Полномасштабные поиски бандитов были развёрнуты лишь в начале 2003 года. Через некоторое время они были вычислены и арестованы.
На следствии бандиты признались в совершении более чем 200 грабежей и одного убийства. Суд над ними проходил в несколько этапов. В итоге удалось доказать причастность преступников к 25 эпизодам. В феврале 2006 года Приморский районный суд Санкт-Петербурга назначил наказание Стецуку — 19,5 лет лишения свободы, Коваленко — 17 лет, Горохову — 16 лет, Трунову — 10 лет, Степанову — 9,5 лет, Харламову и Ракину — по 7. В 2011 году было вновь возбуждено уголовное дело в отношении Харламова и Степанова.